# 派尔库保
派尔库保，是匈牙利包尔绍德-奥包乌伊-曾普伦州所辖的一个村。总面积19.40平方公里，总人口833，人口密度42.9人/平方公里（2011年1月1日）。